# NGC 3041
NGC 3041 este o galaxie activă situată în constelația Leul. A fost descoperită în 23 martie 1784 de către William Herschel. Se află la o distanță de 24,55 de megaparseci de Pământ.